# Stygiomysis hydruntina
Stygiomysis hydruntina is een kreeftachtigensoort uit de familie van de Stygiomysidae. De wetenschappelijke naam van de soort is voor het eerst geldig gepubliceerd in 1937 door Caroli.